# Stas Pokatilow
Stanislaw „Stas“ Alexandrowitsch Pokatilow (russisch Станислав Александрович Покатилов; * 8. Dezember 1992 in Oral, Kasachstan) ist ein kasachischer Fußballtorwart, der seit 2017 beim FK Qairat Almaty in der kasachischen Premjer-Liga unter Vertrag steht.

## Karriere

### Verein
Stas Pokatilow wurde am 8. Dezember 1992 im Oral geboren, sein Zwillingsbruder Wladimir Pokatilow ist ebenfalls Fußballspieler. Das Fußballspielen begann er bei Aqschajyq Oral, wo er von 2009 bis 2010 in der Jugendmannschaft und 2011 in der B-Mannschaft spielte. Zur Saison 2012 wurde er zum ersten Mal für den Kader der Profi-Mannschaft in der Premjer-Liga nominiert, konnte sich aber keinen Stammplatz sichern, da Anton Zirin als Stammtorwart bei Aqschajyq zum Einsatz kam. Nach dem Leihende von Zirin zum Ende der Saison, konnte sich Pokatilow in der nächsten Spielzeit als Stammtorwart etablieren. Seinen ersten Einsatz hatte er in der Saison 2013 im 3:0-Heimsieg gegen Schachtjor Qaraghandy am 9. März 2013.
Zur Mitte der Saison unterschrieb er am 17. Juni 2013 einen Vertrag bei Schachtjor Qaraghandy. Hier hatte er seinen ersten Spieleinsatz beim 1:1-Unentschieden gegen den FK Qairat Almaty am 13. Juli 2013. Nachdem sich Schachtjor erfolgreich für die Gruppenphase der Europa League 2013/14 qualifiziert hatte, kam Pokatilow auf zwei Einsätze in der Europa League. Das erste Mal stand der am 11. Juli 2013 gegen AZ Alkmaar (0:1) und ein weiteres Mal gegen Maccabi Haifa (1:2) im Tor. Als Gruppenletzter schied er mit Schachtjor aus der Europa League aus. In der Saison 2014 kam er neben Stammtorwart Alexander Mokin auf nur sechs Einsätze.
Zur Saison 2015 wechselte Pokatilow zum FK Aqtöbe. Hier erhielt er einen Zwei-Jahres-Vertrag und wurde nach dem Abgang des bisherigen Stammkeepers Andrei Sidelnikow die neue Nummer eins im Tor. Er kam in dieser Spielzeit auf 31 Einsätze und fehlte nur in einem Spiel. Im Februar 2016 wechselte er zum russischen Erstligisten FK Rostow. Hier konnte er sich jedoch nicht als Torwart in der Profimannschaft etablieren. Er absolvierte für Rostow kein einziges Spiel in der Rückrunde der Premjer-Liga 2015/16 und wurde am 1. Juli 2016 an den FK Qairat Almaty ausgeliehen.
Nachdem er als Leihspieler auf acht Einsätze gekommen war, wechselte er zur Saison 2017 zum FK Qairat Almaty.

### Nationalmannschaft
Pokatilow absolvierte bisher sieben Spiele für die kasachische U-21-Nationalmannschaft. Seinen Einstand gab er im Qualifikationsspiel zur U-21-Europameisterschaft 2015 am 11. Juni 2013 gegen Weißrussland; das Spiel endete mit einem 1:0-Auswärtssieg für Kasachstan. Im Freundschaftsspiel gegen Russland am 31. März 2015 hatte Pokatilow seinen ersten Einsatz in der A-Nationalmannschaft Kasachstans.

## Erfolge
FK Qairat Almaty
- Kasachischer Meister: 2020
- Kasachischer Pokalsieger: 2017, 2018
- Kasachischer Supercupsieger: 2017